# Cantone di Chambéry-Est
Il Cantone di Chambéry-Est era una divisione amministrativa dell'Arrondissement di Chambéry.
È stato soppresso a seguito della riforma complessiva dei cantoni del 2014, che è entrata in vigore con le elezioni dipartimentali del 2015.
Comprendeva solo parte della città di Chambéry.